# Sarah Schicher
Sarah Pebbles Maria Schicher (* 3. November 1990 in Wien) ist eine österreichische Basketballspielerin.

## Laufbahn
Schichers Eltern spielten beide Basketball in der Bundesliga. Nach der Jugendzeit beim Verein Vienna 87 in ihrer Heimatstadt Wien gehörte die 1,88 Meter große Innenspielerin dem Bundesligisten BK Klosterneuburg an. Dort spielte sie von 2007/08 und wurde in dieser Saison Staatsmeisterin. Schicher wechselte in die Vereinigten Staaten, studierte und spielte 2008/09 an der Southern Connecticut State University und von 2010 bis 2012 an der Dowling University (jeweils zweite NCAA-Division). In ihrem Spieljahr an der Southern Connecticut State University stellte sie mit 69 Blocks eine neue Hochschulbestmarke auf. An der Dowling University spielte sie Seite an Seite mit ihrer Landsfrau Julia Köppl.
2013 ging sie nach Europa zurück und verstärkte im Spieljahr 2012/13 den dänischen Erstligisten Lemvig Basket, für den Schicher in 27 Ligaeinsätzen im Mittel 9,6 Punkte und 8 Rebounds erzielte. Sie gewann mit Lemvig in der dänischen Meisterschaft die Bronzemedaille. 2014 spielte sie für die Hornsby Spiders in der australischen Großstadt Sydney (10,2 Punkte, 8,3 Rebounds/Spiel), kehrte im Frühjahr 2015 zu ihrem Heimatverein Vienna 87 zurück, für den sie in der Bundesliga auflief. Zwischen 2015 und 2017 stand sie für den Bundesligisten Basket Flames Wien auf dem Spielfeld und zog hernach wieder nach Australien. Dort wurde sie berufstätig und spielte gleichzeitig Basketball bei den North Sydney Bears. 2021 wechselte sie wieder zum BK Klosterneuburg und verstärkte in der Sommersaison 2022 erneut die North Sydney Bears in Australien. Auch 2023 und 2024 spielte sie für den australischen Verein sowie zeitweise auch in Klosterneuburg.
Schicher nahm zwischen 2005 und 2010 in den Altersstufen U16, U18 und U20 an insgesamt sechs B-Europameisterschaften teil. 2012 und 2014 spielte sie mit Österreich bei den Europameisterschaften der kleinen Ländern.